# Bogdan Tudor
Bogdan Tudor (* 1. Februar 1970 in Bukarest) ist ein ehemaliger rumänischer Weitspringer.

## Leben
Tudor erreichte bei den Europameisterschaften 1990 in Split den Endkampf und sprang auf den achten Platz. Für die folgenden zehn Jahre gehörte er zur Weltspitze. 1991 wurde er bei den Hallenweltmeisterschaften und den Weltmeisterschaften jeweils Fünfter. Auch bei den Halleneuropameisterschaften 1992 sprang Tudor auf den fünften Rang, bei den Olympischen Spielen in Barcelona erreichte er jedoch nur den zwölften Platz.
Bei den Hallenweltmeisterschaften 1993 wurde Tudor wiederum Fünfter. Im Jahr darauf schaffte er jedoch den Sprung in die Medaillenränge. Bei den Halleneuropameisterschaften 1994 in Paris gewann er hinter Dietmar Haaf und Konstandinos Koukodimos und, aufgrund des besseren zweiten Versuchs, vor Iwajlo Mladenow die Bronzemedaille. 1995 wurde Tudor bei den Hallenweltmeisterschaften und den Weltmeisterschaften zum wiederholten Mal jeweils Fünfter. Dazwischen, am 9. Juli 1995 in Bad Cannstatt, hatte er seine persönliche Bestweite auf 8,37 Meter gesteigert.
1996 sprang Tudor bei den Halleneuropameisterschaften auf den sechsten Platz. Bei den Olympischen Spielen in Atlanta schied er allerdings bereits in der Qualifikation aus. Im Folgejahr wurde er bei den Hallenweltmeisterschaften Zehnter und bei den Weltmeisterschaften 1997 Elfter. 1999 sprang er bei den Hallenweltmeisterschaften auf den achten Platz und im Jahr 2000 erreichte er letztmals bei einem großen internationalen Wettkampf das Finale bei den Halleneuropameisterschaften und wurde Siebter.